# 王宗洪
王宗洪（?—?），中國五代十国時代人物，前蜀高祖王建的义子。
事奉王建为义子，王建给他赐姓名王宗洪。当时，王建和岐王李茂贞在秦岭南北对峙。前蜀高祖天汉元年（917年），王建任命王宗洪为东北面第二招讨讨伐岐国，之后王宗洪事迹不详。